# Musée Fabergé de Baden-Baden

Le musée Fabergé de Baden-Baden est un musée situé dans la station thermale de Baden-Baden en Allemagne et consacré aux œuvres de Pierre-Karl Fabergé et de son atelier.

## Histoire
La Maison Fabergé, installée à Saint-Pétersbourg depuis 1842 a été le joaillier fournisseur principal de la cour de Russie impériale entre 1885 et 1917, ainsi que de plusieurs autres cours royales. En plus d’œufs de Pâques, Fabergé a réalisé une grande gamme de bijoux et des œuvres d’art décoratives, dont les plus fameux sont des pierres semi-précieuses et des figures ornées de personnages, d’animaux et des vases avec des fleurs.

## Musée
Le 15 mai 2009, le milliardaire russe et collectionneur d'art Alexandre Ivanov a inauguré le musée Fabergé. En plus de l’œuf Rothschild Fabergé, d’autres pièces dans la collection du musée incluent une rare carafe argentée en forme d’un lapin et le dernier œuf de pâques Fabergé fait de bouleau carélien avec de l’or et des diamants pour Pâques 1917. Le tsar Nicolas II a été renversé avant qu’il ne puisse l’offrir à sa mère Maria Feodorovna.
Ivanov raconte que l’acquisition et la rénovation du bâtiment de son musée lui a couté environ 17 millions d’euros, y compris 1 million d’euros pour un système de sécurité. Il a choisi Baden-Baden, près de la frontière de l’Allemagne de l’Ouest, « parce que c’est près de la France, un lieu de vacances pour les riches, et historiquement le lieu de villégiature le plus populaire pour les Russes ». Le gouvernement local a été aussi d'un grand soutien.
Ivanov a raconté qu’une des raisons qui l'ont poussé à créer le musée en Allemagne était la sécurité. Dans le journal britannique The Independent, il dit « C’est très difficile (en Russie) à cause de toutes les barrières administratives (…) On doit être redevable à quelqu’un et on ne sent jamais que la collection est protégée, ni de l’État, ni des cambrioleurs, ni de personne. En Allemagne, de sérieuses quantités d’argent sont naturellement dépensées pour la sécurité, mais au moins on est certain que l’État ne va rien tenter ».
En avril 2009, juste un mois avant l’inauguration du musée, une société appelée Faberge Ltd, enregistrée dans les îles Caïmans, a intenté un procès au musée Fabergé en prétendant que la société était la propriétaire des droits à toute chose portant le nom « Fabergé ». L’action légale a été difficile la première année pour le musée car il avait l'interdiction d’utiliser le nom « Fabergé » ce qui a signifié que toute forme de publicité était impossible, même un sigle sur la porte d'entrée. En janvier 2010, un tribunal allemand a statué en faveur du musée, et celui-ci a immédiatement commencé à en reprendre le fonctionnement, avec le plein droit d'utiliser le nom de Fabergé.
En mai 2012, le musée a inauguré une nouvelle exposition permanente intitulée Gold of the World. Celle-ci se compose d'un peu plus d'une centaine d'objets en or provenant de diverses civilisations et continents, datant du Ve siècle avant notre ère jusqu'au milieu du XXe siècle. Parmi les objets d'arts exposés se trouvent en particulier, une coupe perse, des bijoux des anciens grecs, des étuis à cigarettes Fabergé ou Cartier, des bijoux précolombiens en or, d'origine aztèque ou inca, ainsi qu'un rare trophée britannique en or, du XVIIIe siècle.
Une autre extension du musée de 2 000 m2 est consacrée à l'exposition d'une collection de voitures anciennes.

## La collection d'œufs Fabergé
Quatre des cinquante-deux œufs Fabergé connus dans le monde sont visibles dans le musée.

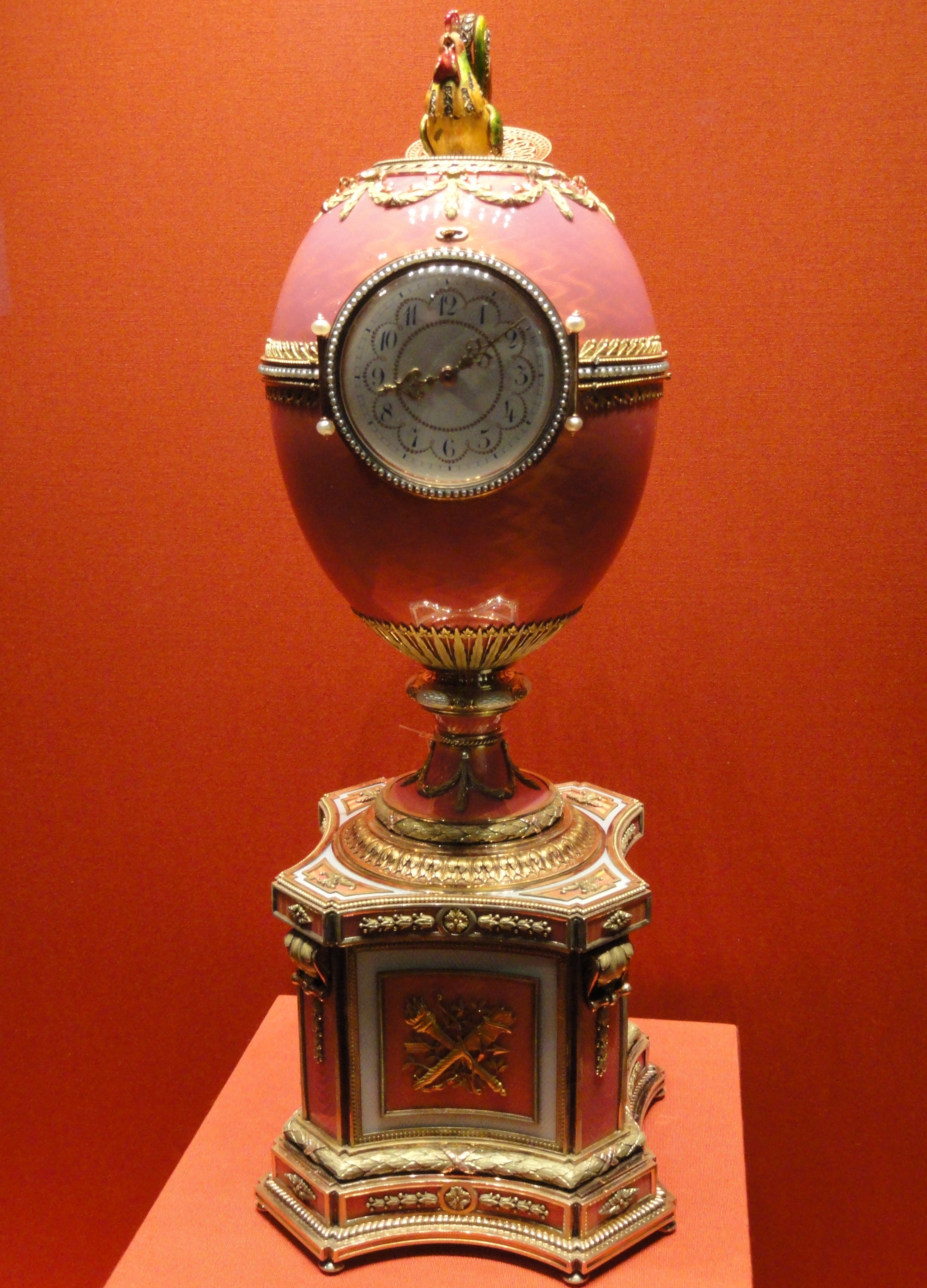
Œuf Rothschild (1902), musée de l'Ermitage, Saint-Pétersbourg (Russie).

### L'Œuf Rothschild Fabergé
L'Œuf avait été offert à l'origine par Béatrice Ephrussi de Rothschild à Germaine Halphen à l'occasion de ses fiançailles avec le jeune frère de Béatrice, le baron Édouard de Rothschild. L'objet d'art a été vendu aux enchères chez Christie's à Londres, le 28 novembre 2007 à Alexandre Ivanov, pour 8 980 500 livres sterling.
En 2014, Alexandre Ivanov a offert l'œuf à la Russie. Dix jours avant ce don, les agents des douanes britanniques et allemandes ont perquisitionné le musée Fabergé à la recherche de l'œuf, afin d'en taxer l'exportation vers la Russie. Vladimir Poutine a remis officiellement l'objet d'art, le 8 décembre 2014, au musée de l'Ermitage à Saint-Pétersbourg.

### L'Œuf Constellation
Il existe deux exemplaires de cet œuf. Ivanov prétend posséder l'œuf original (et fini). En 2003-2004, il dit avoir acquis cet œuf à la fin des années 1990 et affirme que « le Musée minéralogique Fersman (en) de Moscou continue à tort de prétendre qu'il possède l'œuf original »,.

### L'Œuf en bouleau
Quand Ivanov a acheté l’Œuf en bouleau ou Œuf de Carélie (en), quelques experts ont hésité à l'authentifier, puisque son existence n’était pas connue antérieurement. Ivanov dispose d’un groupe de documents convaincants que ses chercheurs ont trouvés dans les archives de l’État Russe qui prouvent que l’œuf est authentique, et en particulier la facture Fabergé en date du 25 avril 1917 pour un montant de 12 840 roubles.